# Satellite Beach
Satellite Beach – miasto w Stanach Zjednoczonych, w stanie Floryda, w hrabstwie Brevard.